# Brabova
Brabova – wieś w Rumunii, w okręgu Dolj, w gminie Brabova. W 2011 roku liczyła 588 mieszkańców.